# Halocypria globosa
Halocypria globosa är en kräftdjursart som beskrevs av Claus 1874. Halocypria globosa ingår i släktet Halocypria och familjen Halocyprididae. Inga underarter finns listade i Catalogue of Life.